# Nautic Jet
De Nautic Jet is een attractietype gebouwd door de Duitse fabrikant Sunkid Heege. Het is een soort Shoot-the-Chute attractie waarbij passagiers plaatsnemen in een kleine boot die achterwaarts 8 meter omhoog wordt gehesen, om daarna aan 40 km/u terug naar beneden te glijden over een kleine heuvel waardoor de boot loskomt van de rails en een sprong tot wel 6 meter ver maakt in het water. Na deze splash wordt de boot terug achterwaarts op de rails getrokken.
Net zoals de meeste Sunkid Heege attracties heeft de Nautic Jet geen operator nodig, bezoekers kunnen na het instappen zelf de attractie starten door de ingangspoort te sluiten en aan een touw te trekken.

## Voorbeelden in België en Nederland
In België zijn sinds de sluiting van Dadipark in 2002 geen Nautic Jet's meer te vinden. In Nederland zijn er wel enkele exemplaren.

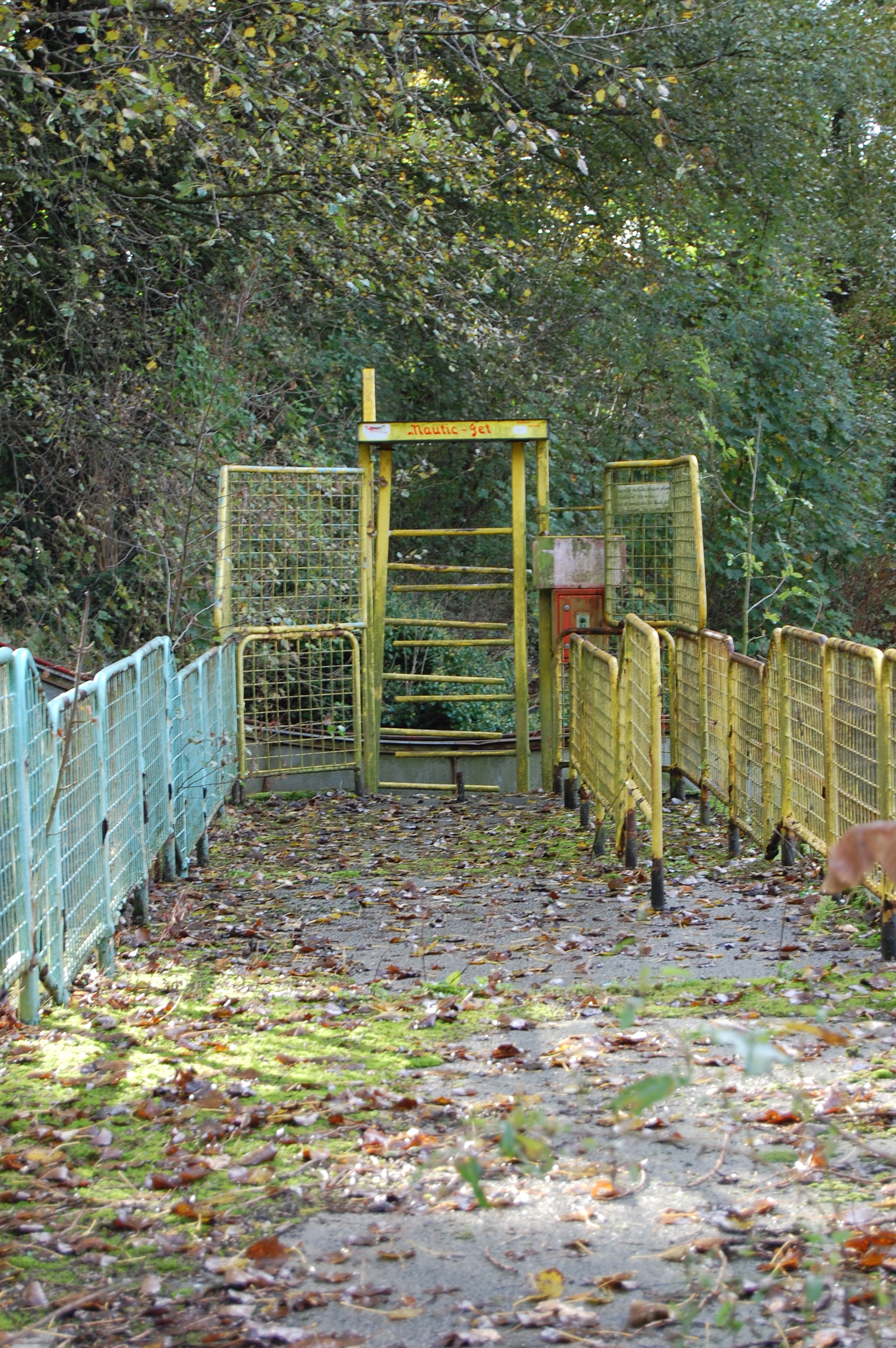
De Nautic Jet in Dadipark.

| Naam              | Locatie                 | Status     | Opmerking          |
| ----------------- | ----------------------- | ---------- | ------------------ |
| Nautic Jet        | Dadipark                | Verwijderd | Dubbele uitvoering |
| Splash            | Speelland Beekse Bergen | Verwijderd |                    |
| Nautic Jet        | Foreldorado             | Verwijderd |                    |
| Katapult          | Duinrell                | In werking | Dubbele uitvoering |
| Nautic Jet        | De Waarbeek             | Verwijderd |                    |
| Sailor & Pirate   | Mondo Verde             | In werking | Dubbele uitvoering |
| Springende Piraat | Julianatoren            | In werking |                    |
| Spring Boot       | Speelpark Hoge Boekel   | In werking |                    |
| Nautic Jet        | Sybrandy's Speelpark    | In werking |                    |
| Kangaroetsjjj!    | Plaswijckpark           | In werking |                    |
| Vallende Schuit   | Speelpark Oud Valkeveen | In werking |                    |

## Incidenten
- In 2000 gebeurde er een ongeluk met een Nautic Jet-attractie in het Belgische recreatiepark Dadipark in Dadizele, waarbij een jongen uit Kortrijk bijna zijn arm verloor tijdens een rit in de attractie. De jongen zou tijdens de rit uit de attractie zijn gesprongen.[2] Dit ongeluk was het laatste in een reeks incidenten, maar ook het zwaarste ongeluk in de geschiedenis van Dadipark.
- In juni 2023 ontstond commotie over de Katapults, twee Nautic Jet's in het Nederlandse attractiepark Duinrell, nadat in minstens twee gevallen de veiligheidsbeugel van de attractie opende tijdens de rit. Beide gevallen werden vastgelegd op video. De attractie werd tijdelijk gesloten voor onderzoek.[3]